# VIP – Mein Bruder, der Supermann
VIP – Mein Bruder, der Supermann ist ein farbiger Zeichentrickfilm von Bruno Bozzetto aus dem Jahre 1968. Die Musik steuert Franco Godi bei. Eine Fortsetzung fand der Film 2008 in der Fernsehserie PsicoVip.
Die Geschichte ist eine parodistische Anlehnung an die Superman-Geschichten und handelt von den VIPs, die männliche Superhelden sind, die stets weibliche Geschöpfe vor bösen Monstern oder ungebetenen Verehrern befreiten.
2018 erschien eine Fortführung in Comicform unter dem Titel Minivip & Supervip. Il mistero del viavai (dt. Minivip & Supervip – Das Geheimnis des Hin-und-weg, Splitter Verlag 2019), gezeichnet von Grégory Panaccione nach einem Szenario von Bruno Bozzetto und Nicola Ioppolo.

## Handlung
Schnurrbart-VIP heiratet, etwas verwirrt durch die Bezeichnung „Supermarkt“, eine Kassierin aus einem solchen und bekam zwei völlig ungleiche Söhne. Der eine, Super-VIP, wird zu einem kräftigen Mann und der andere ist der schmächtige, brillentragende Mini-VIP, der im Gegensatz zum großen Bruder zum Gespött der Menschen wird. Super-VIP kann den leidenden kleinen Bruder nicht mit seinen körperlichen Fehlern und den daraus resultierenden Minderwertigkeitskomplexen alleine lassen und führt ihn zu den besten Psychiatern und Psychiaterinnen des Landes. Einer von ihnen empfiehlt ihm, inkognito eine Seereise anzutreten.
Der schmächtige Mann tritt eine Schiffsreise an, fühlt sich aber bald seekrank und unwohl. Eines Tages findet ein Kostümfest auf dem Kreuzfahrt-Schiff statt, doch zunächst kommt Mini-VIP ohne Kostümierung nicht hinein. Als er sein Inkognito-Gewand auszieht kommt er, in seiner Erscheinung als Mini-VIP, doch hinein und wird bald von einer Löwenmaske zum Tanzen aufgefordert. Er ist so begeistert, dass er sogar kurz in der Luft fliegt. Er fällt auf und wird dem Publikum als besonderer Gast, als VIP, vorgestellt. Mini-VIP möge doch ein Stück Dynamit schlucken, um zu zeigen, wie stark er ist. Dieser bekommt es aber mit dem Schrecken zu tun, wirft das Dynamit weg und springt durch ein Bullauge in ein Rettungsschiff, ihm nach die Löwenmaske.
Im Radio wird der Bordabgang von Mini-VIP in den Nachrichten vermeldet und Super-VIP sucht seinen schmächtigen Bruder. Diesem gelingt nach einigen Tagen Seereise mit der Löwenmaske die Landung auf einer paradiesischen Insel. Während er die Löwenmaske ausschickt, Essen zu suchen, probiert er Feuer zu machen. Doch gerät die Löwenmaske in die Gefangenschaft eines verrückten Oberst und wird in ein Verlies geworfen. Nachdem Mini-VIP von seinem Bruder gerettet wurde, besteht er darauf, dass auch die Löwenmaske, hinter der sich eine junge Frau versteckt, gerettet wird. Die Herrscherin der Insel ist eine Dame namens „Happy Betty“, die auch die Löwenmaske entführen ließ. Diese Dame verfügt weltweit über 15.000 Supermärkte und will ein weltweites Zwangskonsum-Monopol errichten. Sie führt einigen potentiellen Geldgebern ein von ihr durch einen gefangengehaltenen Professor entwickeltes System vor, mit dem die Menschen durch ein Implantat in den Kopf völlig willenlose Konsumenten werden, die nur noch bei ihr einkaufen wollen. Von einer ins All geschossenen Rakete aus sollen die Menschen mit den Implantaten beschossen werden.
Während Super-VIP die Löwenmaske in ihrem Verlies gefunden hat und sich in die darin steckende, Anthropologie studierende junge Dame namens Lisa verliebt, schaut Mini-VIP bei der Vorführung zu, wird aber entdeckt. Es gelingt ihm noch einmal die Flucht. Dabei entdeckt er das kleingewachsene Mädchen Nervustrella, das bereits durch ein Implantat von Happy Betty geschädigt worden ist. Dieses Mädchen verehrt Mini-VIP und will durch ihn befreit werden. Der Oberst versucht währenddessen, Super-VIP und Lisa gefangen zu nehmen, was aber an den Kräften des VIPs scheitert. Schließlich bringt Super-VIP Lisa und Nervustrella in Sicherheit. Während Lisa baden geht, verliebt sich Super-VIP endgültig in die rothaarige Studentin. So abgelenkt, bemerkt er aber den Oberst nicht, der sie sodann gefangen nimmt.
Mini-VIP, von Happy Betty gefangen genommen, soll nun auch ein solches Gehirnwäsche-Implantat eingesetzt werden. Betty hat auch ihre Finanziers überzeugt, die Rakete soll nun bald starten. Doch als der Oberst hereinkommt und verkündet, den VIP gefangen zu haben, bricht ein Streit aus, wer den VIP gefangen hat. Im Durcheinander flieht Mini-VIP und fährt auf dem Mini-Panzer von Happy Betty davon. Allerdings ist er zu nervös, Super-VIP und die beiden Damen zu retten, da Happy Betty ihn über Lautsprecher zur Aufgabe zwingen will. Während Mini-VIP gegen ein mit einem Auge ausgestattetes Implantat kämpft, gelingt es Super-VIP, die innere Tür zu zerschlagen und die gerade startende Rakete umzulenken. Damit fällt diese auf Happy Betty und ihre Privat-Armee, die nun ihre eigenen Implantate abbekommen. Super-VIP, Mini-VIP, Lisa und Nervustrella lachen darüber und verlassen die Insel. Mini-VIP, nun schwer verliebt in Nervustrella, landet mit dieser und einem vorher angeheuerten Hubschrauber direkt in einer Kirche.

## Produktion und Veröffentlichung
Der Film wurde 1968 unter der Regie von Bruno Bozzetto, der gemeinsam mit Attilio Giovannini und Guido Manuli auch das Drehbuch schrieb, produziert. Die Musik komponierte Franco Godi und für den Schnitt war Luciano Marzetti verantwortlich. Künstlerischer Leiter war Giovanni Mulazzani.
Die Premiere des Films war am 31. Oktober 1968 in Italien. Am 3. November 1972 kam er in die Bundesrepublik Deutschland. Darüber hinaus wurde der Film ins Französische, Englische, Spanische und Dänische übersetzt.

## Synchronisation
| Rolle                    | Italienisch (Original) | Deutsch                 |
| ------------------------ | ---------------------- | ----------------------- |
| Sprecher (Prolog)        | Carlo D'Angelo         | Friedrich Schönfelder   |
| Lisa                     | Fiorella Betti         | Renate Danz             |
| Nervustrella             | Micaela Esdra          | Margot Rothweiler       |
| Super VIP                | ?                      | Horst Gentzen           |
| Mini VIP                 | Oreste Lionello        | Gerd Duwner             |
| Schultz                  | Pino Locchi            | Friedrich W. Bauschulte |
| Happy Betty              | Lydia Simoneschi       | Ingrid van Bergen       |
| Chefmusiker 'Adams Boys' | Luciano de Ambrosis    | Erich Fiedler           |

## Rezeption
Der Film war in Italien sehr erfolgreich. Das Lexikon des internationalen Films schreibt:

„Zeichentrickfilm, der lustvoll parodierend einschlägige Comic Strips, Science-Fiction- und Agentenfilme auf den Arm nimmt und zugleich mit poetisch-humorvollem Zugriff den allgegenwärtigen Werberummel attackiert.“